# BMW 801
BMW 801 je bil nemški 14-valjni prisilno polnjeni zvezdasti motor iz obdobja 2. svetovne vojne. Z več kot 28000 zgrajenimi je bil najbolj proizvajani nemški zvezdasti motor. BMW 801 je med drugim poganjal lovca Focke-Wulf Fw 190, bombnika Junkers Ju 88 in transportno letalo Junkers Ju 290. 
Motor je razvijal 1540-1970 KM (1150-1470 kW) - odvisno od različice.

## Uporaba
- Blohm & Voss BV 141
- Blohm & Voss BV 144
- Dornier Do 217
- Focke-Wulf Fw 190
- Focke-Wulf Fw 191
- Heinkel He 277
- Junkers Ju 88
- Junkers Ju 188
- Junkers Ju 288
- Junkers Ju 388
- Junkers Ju 290
- Junkers Ju 390
- Messerschmitt Me 264

## Specifikacije BMW 801 C)
- Tip: 14-valjni prisilno polnjeni dvovrstni zračnohaljeni zvezdasti motor
- Premer valja: 156 mm
- Hod bata: 156 mm
- Delovna prostornina: 41,8 L
- Dolžina: 2006 mm
- Premer: 1290 mm
- Teža: 1012 kg

- Ventili: En vstopni in en izpušni na valj
- Polnilnik: enostopenjskiu dvohitrostni mehansko gnani polnilnik
- Gorivni sistem: direktni vbrizg goriva
- Hlajenje: zračno

- Moč: 1539 KM  (1147 kW) pri 2700 obratih/min, nivo morja
- Specifična moč: 27,44 kW/L (0,60 KM/in³)
- Kompresijko razmerje: 6,5:1
- Specifična poraba goriva: 0,308 kg/(kW·h) (0,506 lb/(KM·h))
- Razmerje moč/teža: 1,13 kW/kg (0,69 KM/lb)